# Дубищи
 Дубищи  — деревня в Максатихинском районе Тверской области. Входит в состав Рыбинского сельского поселения.

## География
Находится в северо-восточной части Тверской области на расстоянии приблизительно 38 км по прямой на север-северо-восток от районного центра поселка Максатиха.

## История
Деревня была отмечена еще на карте 1825 года. В 1859 году здесь (тогда деревня Бежецкого уезда Тверской губернии) было учтено 47 дворов, в 1978 — 60. До 2014 года входила в Будёновское сельское поселение.

## Население
Численность населения: 168 человек (1859 год), 130 (русские 88 %, карелы 12 %) в 2002 году, 78 в 2010.